# 紅砂港
紅砂港（印尼語：Sungai Pangkalan II，通稱Sungai Pangkalan）是印度尼西亞西加里曼丹省孟加影縣雙溪拉雅鎮下屬的一個村，位於該鎮北部，東接札加拉鎮Mandor村，南鄰Sungai Pangkalan I村，西臨卡里馬塔海峽，北連雙溪拉雅群島鎮沙壩港村。